# Храм Георгия Победоносца в Коптеве
Храм Георгия Победоносца в Коптеве — православный храм в районе Коптево города Москвы. Принадлежит к Всехсвятскому благочинию Московской епархии Русской Православной Церкви.
Деревянный храм построен в 1997 году по проекту архитектора В. В. Иванова в стиле северного русского зодчества XVII века. Основной престол освящён во имя Георгия Победоносца.

## История
В 1996 году в районе Коптево образовалась православная община. Было принято решение о строительстве церкви, и в феврале 1997 года был зарегистрирован приход храма. Храм было решено построить во имя покровителя Москвы святого Георгия Победоносца в связи с приближающимся 850-летием города. В феврале 1997 года в начале Коптевского бульвара был воздвигнут двухметровый деревянный крест с надписью о скорой постройке на этом месте православного храма.
Было решено, что церковь будет построена из дерева. Архитектором храма стал В. В. Иванов, который имел опыт работы с памятниками архитектуры русского Севера. 15 февраля 1997 года состоялось освящение стройплощадки храма. Средства на строительство жертвовали многие коммерческие предприятия района. Строительные работы осуществляла бригада плотников из Архангельска. Для работы использовали специально изготовленные по образцу старинных инструменты. В 1997 году был освящён основной престол храма.
Бревенчатый храм имеет шатёр и пять глав. Над притвором устроена небольшая колокольня. В 2002 году был освящён приставной престол в честь иконы Божией Матери «Помощница в родах». В храме хранится особо почитаемая икона Божией Матери «Помощница в родах». В 2005 году была сделана архитектурная подсветка храма. При храме действует воскресная школа. Рядом расположен крестильный храм в честь Святых Мучеников 14000 младенцев Иродом убиенных.
В июле 2016 года рядом с храмом Георгия Победоносца была освящена строительная площадка, и началась грандиозная стройка приписного храма Спиридона Тримифунтского. 

## Расположение
Храм Георгия Победоносца находится на Коптевском бульваре рядом с перекрёстком с Большой Академической улицей.

## Духовенство
- Настоятель храма — протоиерей Сергий Дикий
- Иерей Евгений Шилов
- Иерей Александр Долецкий
- Иерей Роман Пашин
- Диакон Николай Филиппов
- Диакон Матфей Сафари